# Tistelkornlöpare
Tistelkornlöpare (Amara ingenua) är en skalbaggsart som först beskrevs av Caspar Erasmus Duftschmid 1812.  Tistelkornlöpare ingår i släktet Amara, och familjen jordlöpare. Arten är reproducerande i Sverige.

## Bildgalleri

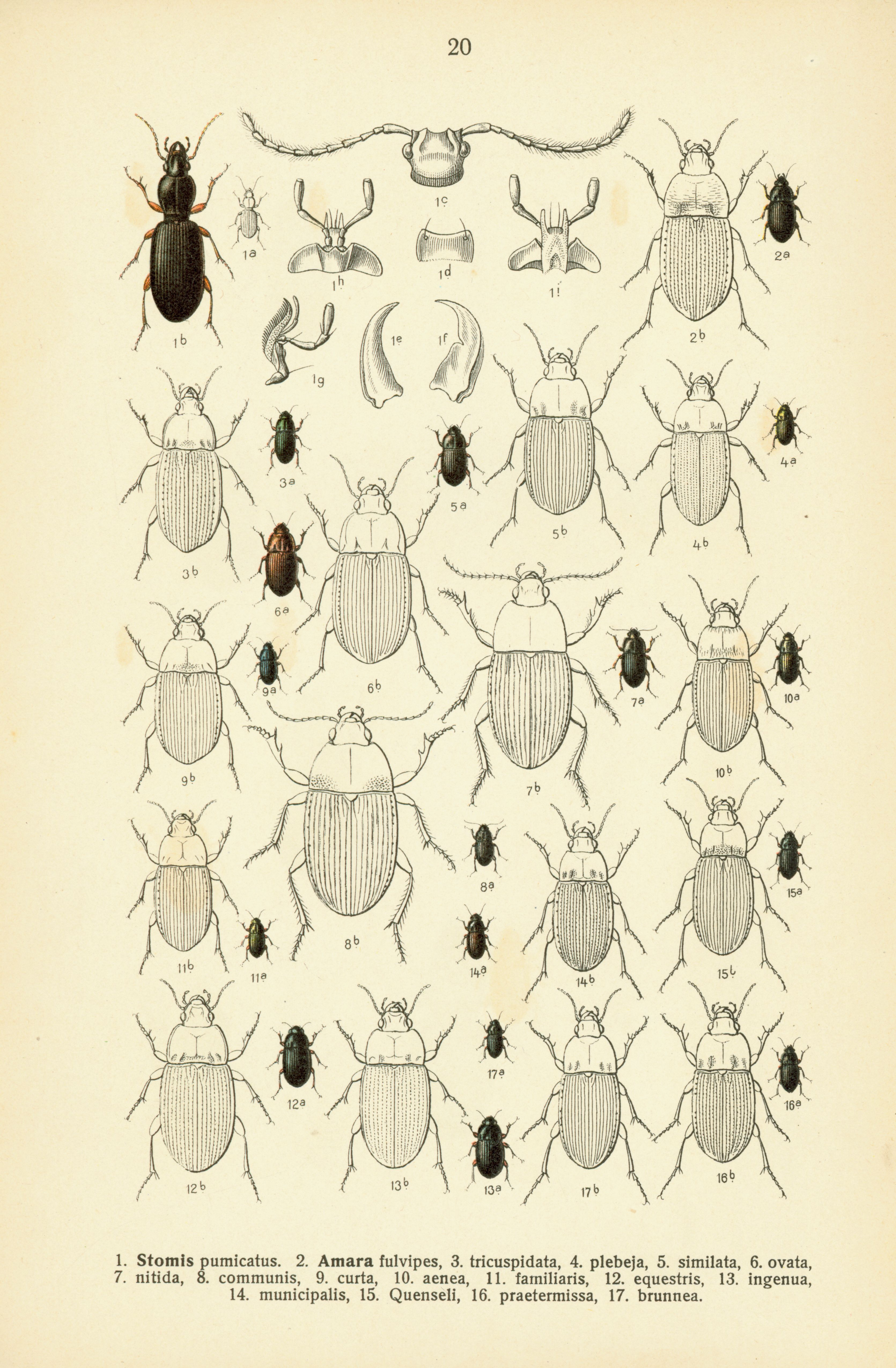